# شیعه نفیسی
شیعه نفیسی یکی از مذاهب امامیه است که توسط نفیس غلام محمد بن علی هادی ایجاد شده و به امامت محمد بن علی هادی پس از پدرش علی الهادی و امامت جعفر بن علی پس از محمد باور دارد و امامت حسن عسکری را قبول ندارد.